# Джаны-Алыш
Джаны-Алыш (кирг. Жаңы-Алыш) — село в Кеминском районе Чуйской области Кыргызстана. Административный центр и единственный населённый пункт Джаны-Алышского аильного округа. Код СОАТЕ — 41708 213 813 01 0.

## Население
| год     | 2009 | 2014 | 2015 |
| ------- | ---- | ---- | ---- |
| человек | 1940 | 2560 | 2570 |